# Avro 688 Tudor
L'Avro 688 Tudor era un quadrimotore da trasporto passeggeri di linea ad ala bassa sviluppato dall'azienda aeronautica britannica A.V. Roe and Company (Avro) negli anni quaranta.
Basato sul bombardiere Avro 694 Lincoln, era dotato di una notevole autonomia ma proposto sul mercato dell'aviazione commerciale non riscosse molto successo in quanto considerato dai possibili operatori come una versione pressurizzata dello statunitense Douglas DC-4. Fu prodotto in pochi esemplari ed impiegato essenzialmente da compagnie aeree britanniche anche nel ruolo di aereo cargo.

## Storia del progetto
La Avro iniziò a lavorare al progetto del Type 688 Tudor a seguito della specifica 29/43 emessa dall'Air Ministry britannico che richiedeva la realizzazione di un adattamento per usi commerciali dell'Avro Lancaster IV, in seguito divenuto il Lincoln. Il capoprogettista era Roy Chadwick, che aveva già realizzato il famoso bombardiere. Il Tudor era essenzialmente costituito da una fusoliera pressurizzata alla quale erano state aggiunte le superfici di volo del Lincoln. Il carico utile era di 1 705 kg mentre l'autonomia di 6 400 km.

## Impiego operativo
Nel marzo del 1944 furono ordinati due prototipi. Il primo, G-AGPF, venne realizzato negli stabilimenti del Ringway Airport di Manchester. Il primo volo venne effettuato il 14 giugno 1945. I primi Tudor avevano delle superfici di coda piccole e dalla forma arrotondata. I test dimostrarono però che queste superfici non garantivano una sufficiente stabilità direzionale. Vennero quindi montati sugli esemplari successivi dei piani di coda dalla superficie maggiore e dalle linee più squadrate.
Durante un volo di prova svolto il 23 agosto del 1947 il prototipo del Tudor 2 precipitò al suolo. Non ci furono sopravvissuti. Anche Roy Chadwick era tra le persone che perirono nell'incidente. Il Tudor venne anche utilizzato come base per uno dei primi velivoli a getto realizzati l'Avro 706 Ashton.

## Versioni
Tudor 1
Velivolo quadrimotore per la British South American Airways realizzato in 12 esemplari.
Tudor 2
Un solo prototipo costruito.
Tudor 3
Versione trasporto VIP. Poteva trasportare nove passeggeri e ne vennero prodotti due esemplari.
Tudor 4
Versione con fusoliera allungata di 1,83 metri. Poteva trasportare 32 passeggeri e ne vennero realizzati 11 esemplari.
Tudor 4B
Alcuni Tudor 1 portati allo standard Tudor 4.
Tudor 5
Versione dotata di Rolls-Royce Merlin 621 da 1 770 hp (1 320 kW).
Tudor 6
Ordinato dall'aerolinea argentina Flota Aérea Mercante Argentina (FAMA). Successivamente l'ordine venne cancellato senza che ne venisse prodotto un solo esemplare.
Tudor 7
Versione dotata di quattro Bristol Hercules 120 da 1 750 hp (1 305 kW). Costruito un solo prototipo.
Tudor 8
Versione dotata di motori jet. Il VX195 era motorizzato con quattro Rolls-Royce Nene.
Supertrader 4B
Versione del Tudor dotata di quattro Merlin 23 da 1 760 hp (1 312 kW).
Tudor Freighter 1
Versione trasporto merci. Realizzata in tre esemplari usati dalla BOAC durante il ponte aereo di Berlino del 1949.
Type 117A Trader
Versione dotata di carrello triciclo.

## Utilizzatori
Canada
- Lome Airways

 Regno Unito
- Air Charter
- Airflight

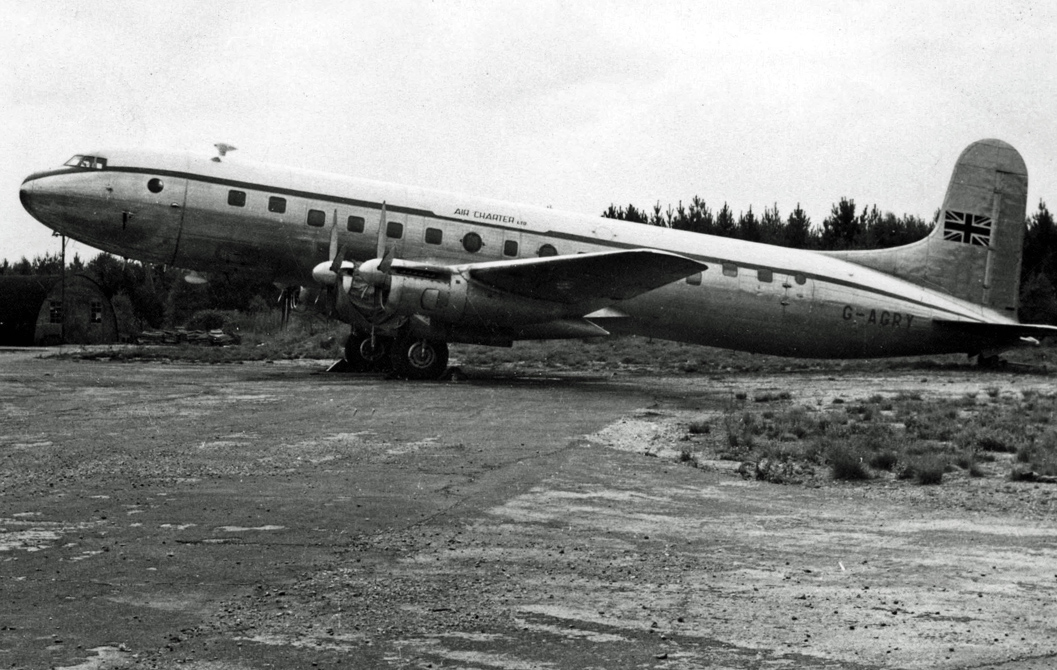
L'Avro 689 Tudor 2 marche G-AGRY della compagnia aerea Air Charter in sosta all'Aeroporto di Londra-Stansted.

- British Overseas Airways Corporation (BOAC) (solo come aereo cargo)
- British South American Airways (BSAA)
- Surrey Flying Services
- William Dempster